# ایستگاه متروی گرینیچ شمالی
ایستگاه متروی گرینیچ شمالی (انگلیسی: North Greenwich tube station) یکی از ایستگاه‌های متروی لندن است.
این ایستگاه که در منطقه سلطنتی گرینیچ قرار دارد در سال ۱۹۹۹ تأسیس شده و جزئی از خط جوبیلی می‌باشد.

## نگارخانه

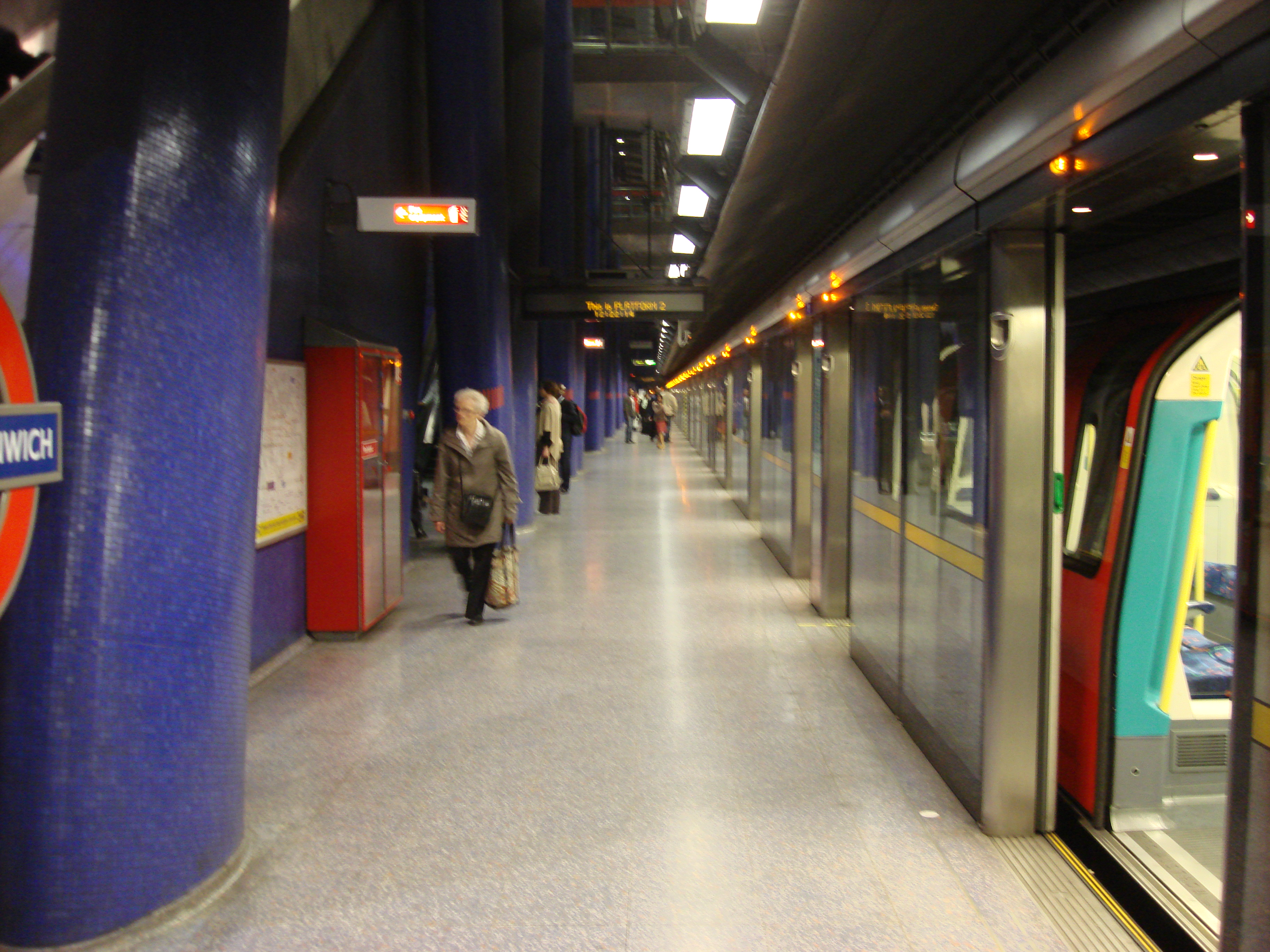
سکو ایستگاه
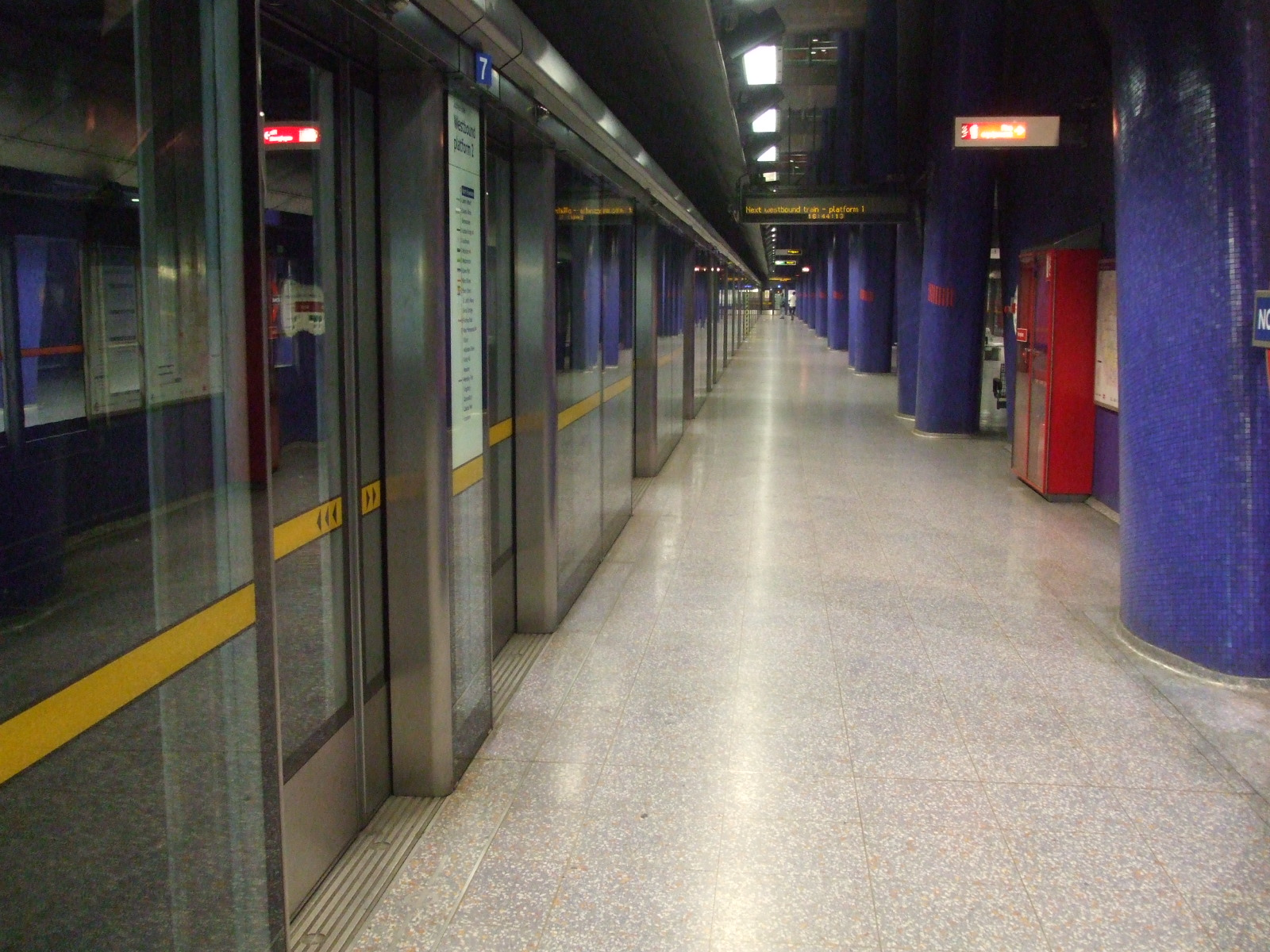
سکو ایستگاه
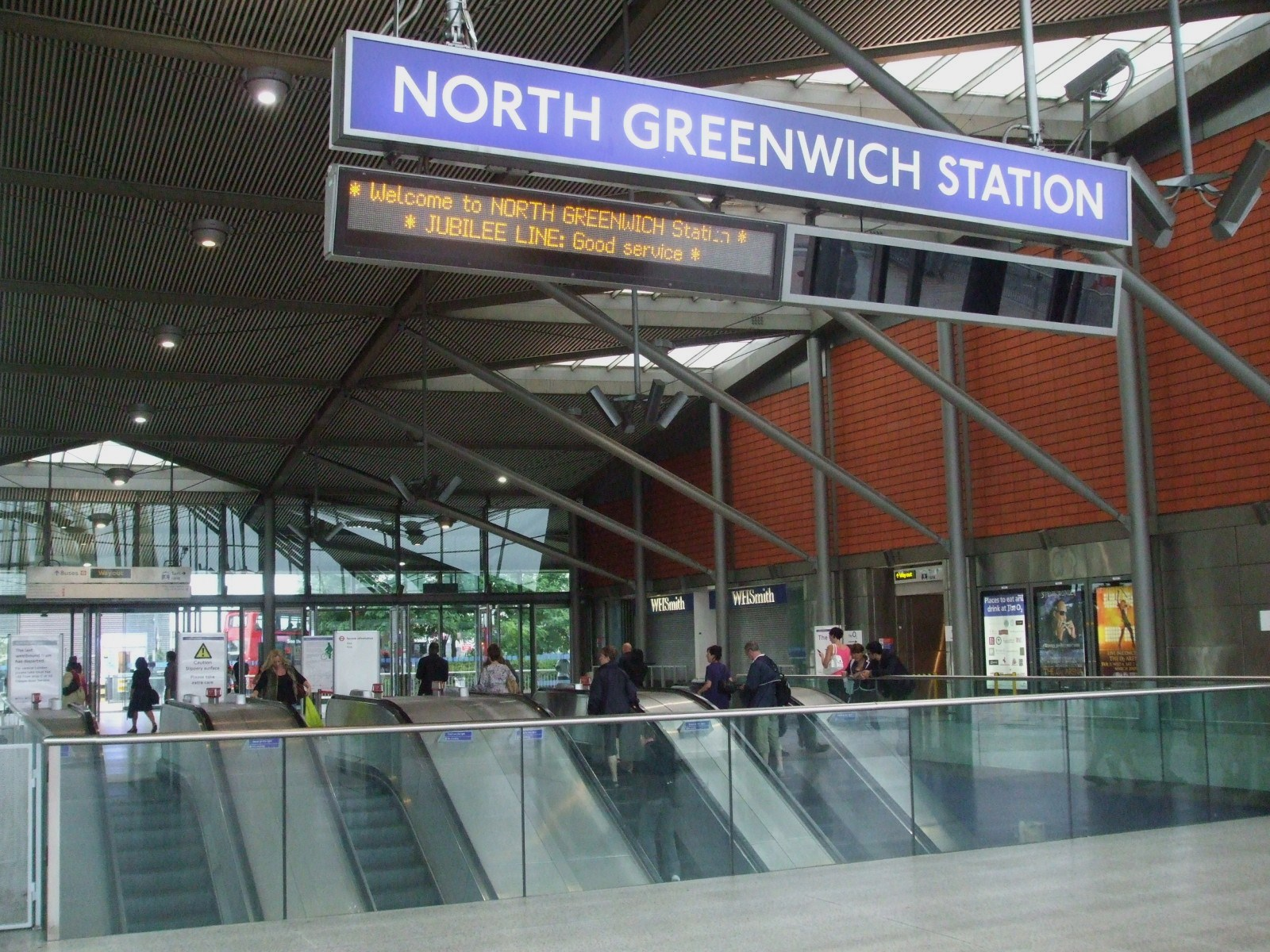
ورودی ایستگاه